# Silverman (film)
Silverman – niezależna polska komedia krótkometrażowa, z elementami thrilleru, w reżyserii Bodo Koxa, wyprodukowana w 2004 roku.

## Treść
Ekstrawagancki funkcjonariusz Policji Wodnej, porucznik Silverman, przybywa na miejsce zbrodni do mieszkania państwa Kramerów. Małżeństwo przyjmuje go zgodnie ze staropolską gościnnością, przez co porucznik na moment zapomina o swoich obowiązkach.

## Obsada
- Reżyseria: Bodo Kox
- Scenariusz: Bodo Kox

- Silverman: Bodo Kox
- Pan Kramer: Dawid Antkowiak
- Pani Kramerowa: Goria Kornyluk
- Denat/Syn Kramerów: Wojciech Gabryś
- Czarna Guma: Franz Chlor
- Kolega z GOPRu: Piotr Łukawski